# 스톡홀름 노면전차

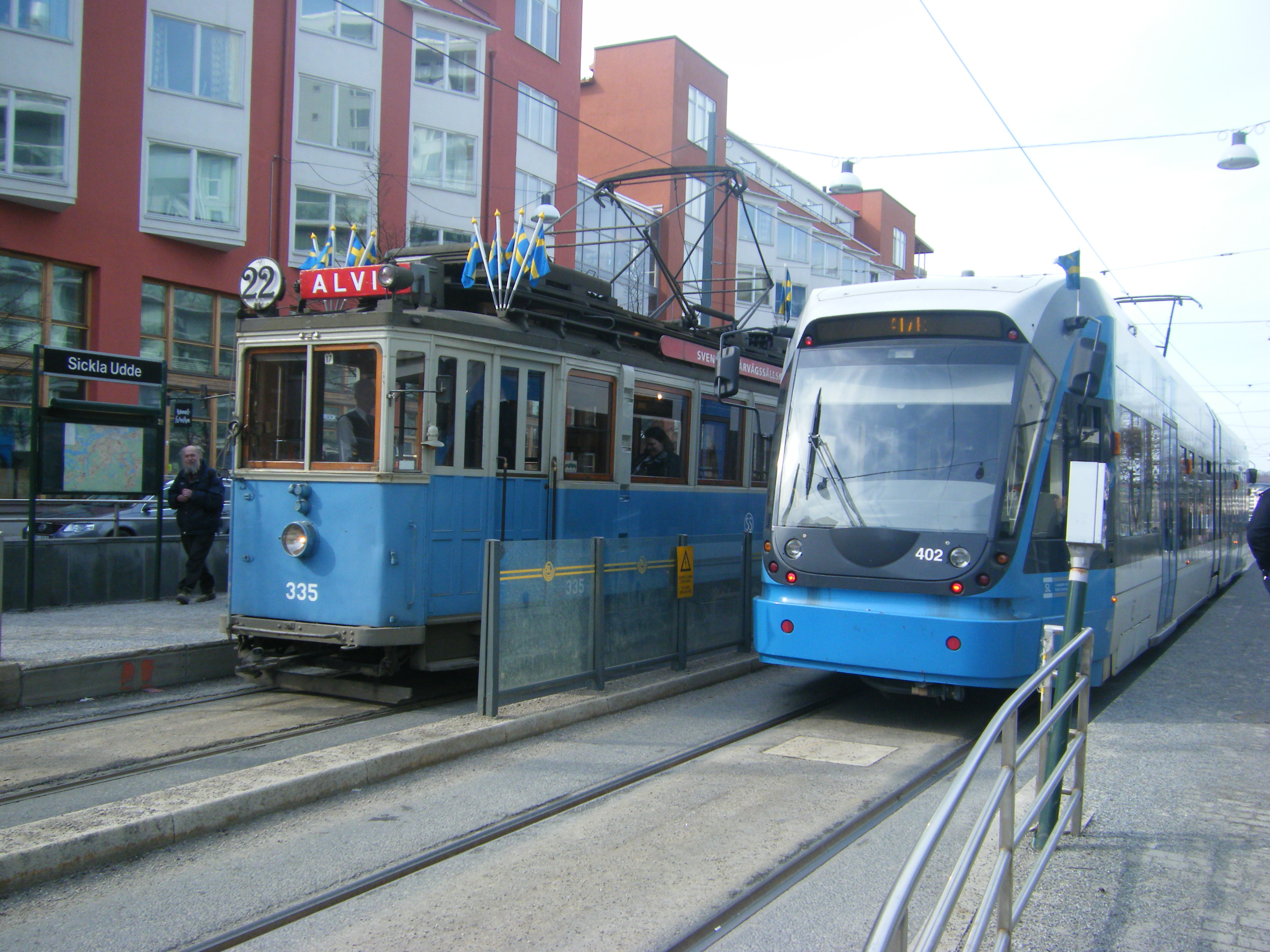
스톡홀름 노면전차

스톡홀름 노면전차(스웨덴어: Spårvagnstrafik i Stockholm)는 스웨덴 스톡홀름에서 운영되는 노면전차 시스템이다.
1877년 마차로 시작한 스톡홀름 전차는 1946년에 가장 큰 규모에 도달했다. 이전 교외 트램 노선 중 다수가 1950~1964년 사이에 스톡홀름 지하철의 일부가 되었다. 1967년 9월, 스웨덴이 좌측 통행에서 우측 통행으로 전환함에 따라 한때 규모가 컸던 도심 거리 주행 트램 네트워크의 마지막 부분이 폐쇄되었다. 1967년 이후 이전 네트워크에서 남은 것은 지하철로 가는 고립된 교외 지선이었다.
그러나 1991년에 3 km (1.9 mi) 길이의 문화유산 노선이 유르고르덴까지 개통되었고, 2000년에는 방사형이 아닌 반원형 노선인 트베르바난이 도심 바로 바깥에 있는 지하철과 통근 열차역의 내부 고리를 연결하는 관절형 저상차량으로 개통되었고, 2003년과 2014년에 추가로 연장되었다. 2010년에 문화유산 노선이 연장되어 정기 서비스 노선으로 전환되었다.